# Sphenoeacus afer
Sphenoeacus afer е вид птица от семейство Macrosphenidae, единствен представител на род Sphenoeacus.

## Разпространение
Видът е разпространен в Зимбабве, Лесото, Мозамбик, Свазиленд и Южна Африка.